# Tomasz Pilch
Tomasz Pilch (* 20. Oktober 2000 in Cieszyn) ist ein polnischer Skispringer.

## Werdegang
Tomasz Pilch ist ein Neffe des Skispringers Adam Małysz und startet für den WSS Wisła. Er debütierte am 29. und 30. August 2015 in Szczyrk im FIS-Cup, wo er die Plätze 33 und 27 belegte. Daraufhin startete er bei weiteren Wettbewerben im FIS-Cup. Am 24. und 25. September 2016 debütierte Pilch im Rahmen von zwei Wettbewerben in Wisła im Continental Cup. Hier erreichte er die Plätze 49 und 37 und verpasste damit seine ersten Continental-Cup-Punkte. Erst ein halbes Jahr später startete Pilch im März 2017 in Zakopane bei einem weiteren Continental-Cup-Wettbewerb, erreichte aber auch hier nicht die Top 30.
Bei den Nordischen Junioren-Skiweltmeisterschaften 2017 in Park City, Utah im Februar 2017 belegte Pilch im Einzelwettbewerb den 25. Platz und erreichte im Team-Wettbewerb zusammen mit Dominik Kastelik, Bartosz Czyż und Paweł Wąsek den fünften Platz.
Am 9. Dezember 2017 gewann Pilch bei seinem erst fünften Start überraschend den Continental-Cup-Wettbewerb in Whistler, British Columbia. Eine Woche später holte Pilch auf der Großschanze von Ruka seinen zweiten Sieg. Daraufhin wurde er am 4. Januar 2018 beim dritten Springen der Vierschanzentournee 2017/18 erstmals im Weltcup eingesetzt, verpasste aber als 42. die Punkteränge. Bei seinem dritten Weltcupspringen am 28. Januar 2018 auf der Wielka Krokiew in Zakopane sprang er als 30. erstmals in die Punkteränge. Daraufhin wurde er auch für die Nordische Junioren-Skiweltmeisterschaften 2018 im schweizerischen Kandersteg nominiert, bei der er im Einzelspringen als Vierter nur knapp die Medaillenränge verpasste. Im Mannschaftswettbewerb der Junioren belegte er mit der polnischen Mannschaft den fünften Platz und im Mixed-Teamwettbewerb den achten Platz.
Tomasz Pilch lebt derzeit in Wisła.

## Erfolge

### Continental-Cup-Siege im Einzel
| Nr. | Datum             | Ort        | Typ           |
| --- | ----------------- | ---------- | ------------- |
| 1.  | 09. Dezember 2017 | Whistler   | Normalschanze |
| 2.  | 16. Dezember 2017 | Ruka       | Großschanze   |
| 3.  | 21. Februar 2021  | Brotterode | Großschanze   |

## Statistik

### Weltcup-Platzierungen
| Saison  | Platz | Punkte |
| ------- | ----- | ------ |
| 2017/18 | 073.  | 001    |
| 2020/21 | 076.  | 001    |
| 2022/23 | 050.  | 030    |

### Grand-Prix-Platzierungen
| Saison | Platz | Punkte |
| ------ | ----- | ------ |
| 2018   | 063.  | 014    |
| 2020   | 004.  | 086    |
| 2022   | 072.  | 007    |

### Continental-Cup-Platzierungen
| Saison  | Platz | Punkte |
| ------- | ----- | ------ |
| 2017/18 | 014.  | 575    |
| 2018/19 | 046.  | 185    |
| 2019/20 | 093.  | 056    |
| 2020/21 | 011.  | 405    |
| 2021/22 | 104.  | 035    |
| 2022/23 | 016.  | 538    |
| 2023/24 | 098.  | 011    |